# Ağakişibəyli
Ağakişibəyli è un comune dell'Azerbaigian situato nel distretto di Masallı. Conta una popolazione di 1 673 abitanti.